# Mont Eta
L'Eta (en llatí: Oeta, en grec antic: Οἴτη) és un puig situat al sud de Tessàlia, a la part sud de la Ftiòtida i Fòcida septentrional, un ramal sud-oriental de la serralada del Pindos. El seu punt més alt fa 2.152 metres.
Discorre en direcció sud-est, i forma una barrera natural al nord de la Grècia central. L'única entrada a Grècia des del nord és per l'estreta obertura que queda entre el mont Eta i el mar, coneguda com el pas de les Termòpiles. La muntanya que es troba al damunt de les Termòpiles l'anomenen Cal·lídrom tant Estrabó com Titus Livi. (Titus Livi diu que Cal·lídrom és el cim més alt del mont Eta; i Estrabó està d'acord amb ell en descriure el cim més proper a les Termòpiles com la part més alta de la serralada. Però és molt més alt el mont Patriòticos, situat més a ponent. Estrabó diu que l'Eta té uns 200 estadis de longitud. Segons la mitologia grega i romana, aquí hi va morir Hèracles cremat per la seva pròpia mà, i els poetes romans li donen a aquest heroi l'epítet d'Eteu.
Pel nom d'aquesta muntanya, el districte meridional de Tessàlia s'anomenava Etea (Οἰταῖα, segons Estrabó), i els seus habitants eteus (Οἰταῖοι, segons Heròdot) També hi havia una ciutat, Eta, que es diu que va fundar Amfís, fill d'Apol·lo i Driope.